# Desideria baiogoinensis
Desideria baiogoinensis là một loài thực vật có hoa trong họ Cải. Loài này được (K.C.Kuan & C.H.An) Al-Shehbaz mô tả khoa học đầu tiên năm 2000 publ. 2001.